# Parafia św. Jana Chrzciciela w Gołyminie
Parafia pw. Świętego Jana Chrzciciela w Gołyminie-Ośrodku – parafia należąca do dekanatu makowskiego, diecezji płockiej, metropolii warszawskiej.
Została erygowana w XIV wieku.